# Alfred Michalik
Alfred Jan Michalik (ur. 23 czerwca 1943 w Gliwicach-Żernikach) – polski kapłan rzymskokatolicki inkardynowany w diecezji opolskiej.

## Życiorys
Urodził się 23 czerwca 1943 roku w Gliwicach-Żernikach, jako syn Konrada i Otylii. Szkołę podstawową ukończył w Żernikach, a po ukończeniu Niższego Seminarium Duchownego w Gliwicach, wstąpił do Wyższego Seminarium Duchownego w Nysie-Opolu. 11 czerwca 1967 roku przyjął święcenia kapłańskie z rąk biskupa Franciszka Jopa. Następnie w latach 1967–1969 był wikariuszem w parafii pw. św. Marii Magdaleny w Kuźni Raciborskiej, a w latach 1969–1973 w parafii Najświętszej Marii Panny w Bytomiu. Później w latach 1973–1975 w Katedrze pw. św. Jakuba w Nysie, a następnie w latach 1975–1978 w Opolu-Groszowicach. W latach 1978–1980 pracował jako wikariusz w parafii pw. św. Józefa w Opolu-Szczepanowicach na terenie podopolskich wiosek Chmielowice, Żerkowice i Dziekaństwo.
Od 7 października 1980 roku do 23 sierpnia 2018 roku był pierwszym proboszczem parafii pw. św. Anny Samotrzeciej w Opolu-Chmielowicach (od 1 stycznia 2017 roku w Opolu-Chmielowicach). W latach 1986–1990 kierował budową kościoła parafialnego pw. św. Anny Samotrzeciej według projektu inż. arch. Wilhelma Kika. W roku 2006 otrzymał z rąk biskupa opolskiego Alfonsa Nossola tytuł dziekana honorowego. Dekretem z dnia 18 czerwca 2018 roku biskup diecezjalny Andrzej Czaja odwołał ks. Alfreda Michalika z urzędu proboszcza z dniem 23 sierpnia 2018 roku z powodu osiągnięcia wieku emerytalnego 75 lat i przeniósł w stan spoczynku. Jego następcą w parafii św. Anny Samotrzeciej w Opolu-Chmielowicach został ks. Jacek Biernat.

ks. Alfred Michalik

## Dorobek wydawniczy
Autor powieści i zbiorów opowiadań o tematyce katolickiej:
Dom Boży pełen chwały, Wydawnictwo i Drukarnia Świętego Krzyża, Opole 2022 (300 s.)
- Opowieści na niedzielne popołudnia, Wydawnictwo i Drukarnia Świętego Krzyża. Opole - Chmielowice 2016 (295 s.),
- Piękna Izraelitka. Powieść apokryficzna o św. Annie, Wydawnictwo i Drukarnia Świętego Krzyża. Opole - Chmielowice 2015 (386 s.),
- Oliwki kwitnące w Domu Pańskim, Wydawnictwo i Drukarnia Świętego Krzyża. Opole 2013 (247 s.),
- Gawędy na niedzielne popołudnia, Wydawnictwo i Drukarnia Świętego Krzyża. Opole 2001 (322 s.)[3].